# Saint-Jean-de-Liversay
Saint-Jean-de-Liversay é uma comuna francesa na região administrativa da Nova Aquitânia, no departamento de Charente-Maritime. Estende-se por uma área de 41,42 km². Em 2010 a comuna tinha 2 995 habitantes (densidade: 72,3 hab./km²).